# اللاهوت العربي (كتاب)
اللاهوت العربي وأصول العنف الديني هو كتاب من تأليف الكاتب يوسف زيدان، وفيه يتتبع أهم الأفكار التي شكّلت تصوّر اليهود والمسيحيين والمسلمين، لعلاقة الإنسان بالخالق. ومن ثَمَّ، كيف توجّه علم اللاهوت المسيحي، وعلم الكلام الإسلامي، إلى رؤى لاهوتية يصعب الفصل بين مراحلها.
يناقش الكتاب، ويحلل ويقارن ويتتبع، تطور الأفكار اللاهوتية على الصعيدين المسيحي والإسلامي. وذلك بغرض إدراك الروابط الخفية بين المراحل التاريخية التقليدية، المسماة بالتاريخ اليهودي - التاريخ المسيحي - التاريخ الإسلامي. وانطلاقًا من نظرة مغايرة إلى كل هذه التواريخ، باعتبارها تاريخًا واحدًا ارتبط أساسًا بالجغرافيا، وتحكمت فيه آليات واحدة، لابد من إدراك طبيعة عملها في الماضي والحاضر. وصولًا إلى تقديم فهم أشمل لارتباط الدين بالسياسة، وبالعنف الذي لم ولن تخلو منه هذه الثقافة الواحدة، ما دامت تعيش في جزر منعزلة، لذلك ادى ذلك الكتاب لمحاكمة الدكتور يوسف زيدان بتهمة ازدراء الاديان والقضية مازالت إلى الآن ملفها مفتوح كما ذكر ذلك هو بنفسه .

## فصول الكتاب
- مقدمة
- الفصل الأول: جذور الإشكال: الله والأنبياء في التوراة
- الفصل الثاني: الحلُّ المسيحي: من الثيولوجيا إلى الكريستولوجيا
- الفصل الثالث: النبوة والبنوة: فهم الديانة، شرقاً وغرباً
- الفصل الرابع: جدل الهرطقة والأرثوذكسية: الاختلاف القديم بين عقليتين
- الفصل الخامس: الحل القرآني: إعادة بناء التصورات
- الفصل السادس: كلام الإسلام: الوصلة الشآمية والعراقية
- الفصل السابع: اللاهوت والملكوت، أُطر التدين ودوائره
- الخاتمة والفوائد المهمة
- جدلية العلاقة بين الدين والعنف والسياسة[1]

## وصلات خارجية
- ندوة مناقشة كتاب اللاهوت العربى
- اللاهوت العربي ليوسف زيدان، مقالة للجزيرة نت
- آراء القراء على موقع أبجد حول كتاب اللاهوت العربي وأصول العنف الديني